# CEV Champions League 2020–2021 (damer)
CEV Champions League 2020-2021 var den 61 upplagan av volleybollturneringen CEV Champions League.

## Kvalificering
Totalt 20 lag deltog i huvudturneringen, av vilka 17 var direkt kvalicerade genom sin ligaplacering och det egna landets plats på CEVs rankinglista över olika länder för europeiska cuper. De övriga 3 lager kvalificerade sig genom kvalifikationsrundor.

## Format
Seriespel
Alla lag i en grupp mötte de andra lagen två gånger. Matcherna spelades på enbart två arenor per grupp (där samtliga lag spelade flera matcher under en kort period) för att åstadkomma 'biosäkra bubblor' (tävlingen pågick under Covid-19-pandemin). Totalt 20 lag deltog fördelade på 5 grupper om fyra lag i varje. Alla gruppvinnarna och de tre bästa grupptvåorna kvalificerade sig för slutspel.
Placering i gruppen bestämdes av antalet vunna matcher.
Om två eller flera lag hade vunnit lika många matcher bestämdes deras inbördes rangordning av:
- Antalet poäng (poäng fördelas enligt: 3 poäng för vinst med 3–0 eller 3–1 i set, 2 poäng för vinst 3–2, 1 poäng för förlust 2–3)
- Setkvot (antalet vunna set delat med antalet förlorade set);
- Bollpoängskvot (antalet vunna bollar delat med antalet förlorade bollar);
- Inbördes matcher.

Utslagsspel
I utslagsturningen deltog 8 lag, som all gick in i kvartsfinalomgång. Kvartsfinaler och semifinaler bestod av två matcher (hemma och borta).
 Lagen fick poäng enligt ordinarie fördelning och det med mest poäng gick vidare. Om lagen fått lika många poäng spelades ett "gyllene set" först till 15, med minst 2 bollpoängs marginal. Finalen bestod av en match på en neutral arena.

## Gruppsammansättning
Lottdragning hölls 21 augusti 2020 in Luxembourg City. De 20 lagen delades in i potter om 5 lag i varje, där ett lag per pott fördelades till var och en av de fem grupperna (A, B, C, D, E).
| Pott 1 | Pott 2 | Pott 3 | Pott 4 |
| --- | --- | --- | --- |
| - Vakıfbank Istanbul (Turkiet 1) - Imoco Volley Conegliano (Italien 1) - Dinamo-Ak Bars (Ryssland 1) - Eczacıbaşı VitrA Istanbul (Turkiet 2) - Unet E-Work Busto Arsizio (Italien 2) | - Chemik Police (Polen 1) - ASPTT Mulhouse (Frankrike 1) - VK Lokomotiv Kaliningrad (Ryssland 2) - Developres SkyRes Rzeszów (Polen 2) - Nantes VB (Frankrike 2) | - SSC Palmberg Schwerin (Germany 1) - VK Maritsa (Bulgarien 1) - VK UP Olomouc (Tjeckien 1) - LP Salo (Finland 1) - Fenerbahçe SK Istanbul (Turkiet 3) | - Igor Gorgonzola Novara (Italien 3) - Uralochka-NTMK Jekaterinburg (Ryssland 3) - Vinnare från kvalificeringsrundor - Vinnare från kvalificeringsrundor - Vinnare från kvalificeringsrundor |

Lottning
| Grupp A                           | Grupp B                      | Grupp C                           | Grupp D                           | Grupp E                   |
| --------------------------------- | ---------------------------- | --------------------------------- | --------------------------------- | ------------------------- |
| Unet E-Work Busto Arsizio         | Imoco Volley Conegliano      | Vakifbank Istanbul                | Eczacıbaşı VitrA Istanbul         | Dinamo-Ak Bars            |
| Developres SkyRes Rzeszów         | Nantes VB                    | ASPTT Mulhouse                    | VK Lokomotiv Kaliningrad          | Grupa Azoty Chemik Police |
| SSC Palmberg Schwerin             | Fenerbahçe Opet Istanbul     | VK Maritsa                        | LP Salo                           | VK UP Olomouc             |
| Vinnare från kvalificeringsrundor | Uralochka-NTMK Jekaterinburg | Vinnare från kvalificeringsrundor | Vinnare från kvalificeringsrundor | Igor Gorgonzola Novara    |

Efter lottdragningen drog sig LP Salo
och Uralochka-NTMK Jekaterinburg ur turneringen. Efter att de ersatts och med vinnare av kvalificeringsrundorna bestämda blev gruppfördelningen:
| Grupp A                   | Grupp B                  | Grupp C              | Grupp D                   | Grupp E                   |
| ------------------------- | ------------------------ | -------------------- | ------------------------- | ------------------------- |
| Unet E-Work Busto Arsizio | Imoco Volley Conegliano  | Vakifbank Istanbul   | Eczacıbaşı VitrA Istanbul | Dinamo-Ak Bars            |
| Developres SkyRes Rzeszów | Nantes VB                | ASPTT Mulhouse       | VK Lokomotiv Kaliningrad  | Grupa Azoty Chemik Police |
| SSC Palmberg Schwerin     | Fenerbahçe Opet Istanbul | VK Maritsa           | Allianz MTV Stuttgart     | VK UP Olomouc             |
| Savino Del Bene Scandicci | Calcit Volley Kamnik     | ŁKS Commercecon Łódź | Dinamo Moskva             | Igor Gorgonzola Novara    |

## Seriespel
Seriespelet startade 24 november 2020.
|  | Kvalificerade för Kvartsfinaler |

- Alla tider är lokala.

### Grupp A
| # | Lag                       | Matcher | Matcher | Poäng | Set | Set | Set   | Bollpoäng | Bollpoäng | Bollpoäng |
| # | Lag                       | V       | F       | Poäng | V   | F   | Kvot  | V         | F         | Kvot      |
| - | ------------------------- | ------- | ------- | ----- | --- | --- | ----- | --------- | --------- | --------- |
| 1 | Savino Del Bene Scandicci | 4       | 2       | 12    | 15  | 9   | 1,667 | 542       | 509       | 1,065     |
| 2 | Unet E-Work Busto Arsizio | 4       | 2       | 11    | 14  | 10  | 1,400 | 523       | 479       | 1,092     |
| 3 | SSC Palmberg Schwerin     | 3       | 3       | 8     | 10  | 12  | 0,833 | 467       | 484       | 0,965     |
| 4 | Developres SkyRes Rzeszów | 1       | 5       | 5     | 8   | 16  | 0,500 | 513       | 573       | 0,895     |

| Datum | Tid   |                           | Resultat |                           | Set 1 | Set 2 | Set 3 | Set 4 | Set 5 | Totalt  | Rapport |
| ----- | ----- | ------------------------- | -------- | ------------------------- | ----- | ----- | ----- | ----- | ----- | ------- | ------- |
| 1 Dec | 17:30 | Savino Del Bene Scandicci | 3–2      | Unet E-Work Busto Arsizio | 25–18 | 11–25 | 25–19 | 23–25 | 17–15 | 101–102 | Rapport |
| 1 Dec | 20:30 | SSC Palmberg Schwerin     | 3–1      | Developres Rzeszów        | 25–27 | 25–18 | 25–18 | 25–18 |       | 100–81  | Rapport |
| 2 Dec | 17:30 | SSC Palmberg Schwerin     | 1–3      | Savino Del Bene Scandicci | 25–19 | 19–25 | 20–25 | 21–25 |       | 85–94   | Rapport |
| 2 Dec | 20:30 | Developres SkyRes Rzeszów | 2–3      | Unet E-Work Busto Arsizio | 17–25 | 22–25 | 25–19 | 25–22 | 14–16 | 103–107 | Rapport |
| 3 Dec | 17:30 | Unet E-Work Busto Arsizio | 0–3      | SSC Palmberg Schwerin     | 24–26 | 14–25 | 22–25 |       |       | 60–76   | Rapport |
| 3 Dec | 20:30 | Developres SkyRes Rzeszów | 0–3      | Savino Del Bene Scandicci | 23–25 | 18–25 | 16–25 |       |       | 57–75   | Rapport |
| 2 Feb | 17:00 | Savino Del Bene Scandicci | 2–3      | Unet E-Work Busto Arsizio | 18–25 | 25–21 | 14–25 | 25–18 | 10–15 | 92–104  | Rapport |
| 2 Feb | 20:00 | SSC Palmberg Schwerin     | 3–2      | Developres SkyRes Rzeszów | 25–18 | 22–25 | 23–25 | 26–24 | 15–7  | 111–99  | Rapport |
| 3 Feb | 17:00 | Developres SkyRes Rzeszów | 0–3      | Unet E-Work Busto Arsizio | 23–25 | 22–25 | 17–25 |       |       | 62–75   | Rapport |
| 3 Feb | 20:00 | SSC Palmberg Schwerin     | 0–3      | Savino Del Bene Scandicci | 22–25 | 13–25 | 15–25 |       |       | 50–75   | Rapport |
| 4 Feb | 17:00 | Developres SkyRes Rzeszów | 3–1      | Savino Del Bene Scandicci | 33–35 | 25–22 | 25–22 | 28–26 |       | 111–105 | Rapport |
| 4 Feb | 20:00 | Unet E-Work Busto Arsizio | 3–0      | SSC Palmberg Schwerin     | 25–20 | 25–13 | 25–12 |       |       | 75–45   | Rapport |

### Grupp B
| # | Lag                      | Matcher | Matcher | Poäng | Set | Set | Set    | Bollpoäng | Bollpoäng | Bollpoäng |
| # | Lag                      | V       | F       | Poäng | V   | F   | Kvot   | V         | F         | Kvot      |
| - | ------------------------ | ------- | ------- | ----- | --- | --- | ------ | --------- | --------- | --------- |
| 1 | Imoco Volley Conegliano  | 6       | 0       | 18    | 18  | 1   | 18,000 | 473       | 337       | 1,404     |
| 2 | Fenerbahçe Opet Istanbul | 4       | 2       | 12    | 13  | 7   | 1,857  | 455       | 412       | 1,104     |
| 3 | Nantes VB                | 2       | 4       | 6     | 6   | 13  | 0,462  | 389       | 447       | 0,870     |
| 4 | Calcit Volley Kamnik     | 0       | 6       | 0     | 2   | 18  | 0,111  | 372       | 493       | 0,755     |

| Datum  | Tid   |                          | Resultat |                          | Set 1 | Set 2 | Set 3 | Set 4 | Set 5 | Totalt | Rapport |
| ------ | ----- | ------------------------ | -------- | ------------------------ | ----- | ----- | ----- | ----- | ----- | ------ | ------- |
| 8 Dec  | 18:00 | Calcit Volley Kamnik     | 0–3      | Imoco Volley Conegliano  | 18–25 | 17–25 | 15–25 |       |       | 50–75  | Rapport |
| 8 Dec  | 20:30 | Fenerbahçe Opet Istanbul | 3–0      | Nantes VB                | 25–16 | 25–18 | 25–15 |       |       | 75–49  | Rapport |
| 9 Dec  | 18:00 | Nantes VB                | 0–3      | Imoco Volley Conegliano  | 19–25 | 11–25 | 16–25 |       |       | 46–75  | Rapport |
| 9 Dec  | 20:30 | Fenerbahçe Opet Istanbul | 3–1      | Calcit Volley Kamnik     | 25–16 | 20–25 | 26–24 | 25–17 |       | 96–82  | Rapport |
| 10 Dec | 18:00 | Nantes VB                | 3–0      | Calcit Volley Kamnik     | 25–22 | 25–19 | 25–20 |       |       | 75–61  | Rapport |
| 10 Dec | 20:30 | Imoco Volley Conegliano  | 3–0      | Fenerbahçe Opet Istanbul | 25–14 | 25–19 | 25–19 |       |       | 75–52  | Rapport |
| 26 Jan | 18:00 | Fenerbahçe Opet Istanbul | 3–0      | Nantes VB                | 25–22 | 25–16 | 25–20 |       |       | 75–58  | Rapport |
| 26 Jan | 20:30 | Calcit Volley Kamnik     | 0–3      | Imoco Volley Conegliano  | 21–25 | 11–25 | 11–25 |       |       | 43–75  | Rapport |
| 27 Jan | 18:00 | Fenerbahçe Opet Istanbul | 3–0      | Calcit Volley Kamnik     | 25–13 | 25–18 | 25–20 |       |       | 75–51  | Rapport |
| 27 Jan | 20:30 | Nantes VB                | 0–3      | Imoco Volley Conegliano  | 20–25 | 20–25 | 24–26 |       |       | 64–76  | Rapport |
| 28 Jan | 18:00 | Nantes VB                | 3–1      | Calcit Volley Kamnik     | 22–25 | 25–19 | 25–20 | 25–21 |       | 97–85  | Rapport |
| 28 Jan | 20:30 | Imoco Volley Conegliano  | 3–1      | Fenerbahçe Opet Istanbul | 25–19 | 22–25 | 25–21 | 25–17 |       | 97–82  | Rapport |

### Grupp C
| # | Lag                  | Matcher | Matcher | Poäng | Set | Set | Set   | Bollpoäng | Bollpoäng | Bollpoäng |
| # | Lag                  | V       | F       | Poäng | V   | F   | Kvot  | V         | F         | Kvot      |
| - | -------------------- | ------- | ------- | ----- | --- | --- | ----- | --------- | --------- | --------- |
| 1 | Vakifbank Istanbul   | 6       | 0       | 18    | 18  | 2   | 9,000 | 498       | 352       | 1,415     |
| 2 | ŁKS Commercecon Łódź | 4       | 2       | 11    | 12  | 10  | 1,200 | 497       | 477       | 1,042     |
| 3 | ASPTT Mulhouse       | 2       | 4       | 6     | 7   | 13  | 0,538 | 418       | 462       | 0,905     |
| 4 | VK Maritsa           | 0       | 6       | 1     | 6   | 18  | 0,333 | 452       | 574       | 0,787     |

| Datum  | Tid   |                      | Resultat |                      | Set 1 | Set 2 | Set 3 | Set 4 | Set 5 | Totalt | Rapport |
| ------ | ----- | -------------------- | -------- | -------------------- | ----- | ----- | ----- | ----- | ----- | ------ | ------- |
| 24 Nov | 18:00 | ŁKS Commercecon Łódź | 0–3      | Vakifbank Istanbul   | 23–25 | 17–25 | 22–25 |       |       | 62–75  | Rapport |
| 24 Nov | 20:30 | VK Maritsa           | 0–3      | ASPTT Mulhouse       | 17–25 | 19–25 | 13–25 |       |       | 49–75  | Rapport |
| 25 Nov | 18:00 | VK Maritsa           | 2–3      | ŁKS Commercecon Łódź | 18–25 | 25–20 | 25–20 | 17–25 | 10–15 | 95–105 | Rapport |
| 25 Nov | 20:30 | ASPTT Mulhouse       | 0–3      | Vakifbank Istanbul   | 18–25 | 16–25 | 18–25 |       |       | 52–75  | Rapport |
| 26 Nov | 18:00 | ASPTT Mulhouse       | 0–3      | ŁKS Commercecon Łódź | 20–25 | 23–25 | 20–25 |       |       | 63–75  | Rapport |
| 26 Nov | 20:30 | Vakifbank Istanbul   | 3–1      | VK Marits            | 25–9  | 25–10 | 23–25 | 25–16 |       | 98–60  | Rapport |
| 2 Feb  | 18:00 | ŁKS Commercecon Łódź | 0–3      | Vakifbank Istanbul   | 21–25 | 19–25 | 20–25 |       |       | 60–75  | Rapport |
| 2 Feb  | 20:30 | VK Maritsa           | 1–3      | ASPTT Mulhouse       | 23–25 | 25–22 | 22–25 | 22–25 |       | 92–97  | Rapport |
| 3 Feb  | 18:00 | ASPTT Mulhouse       | 0–3      | Vakifbank Istanbul   | 15–25 | 13–25 | 18–25 |       |       | 46–75  | Rapport |
| 3 Feb  | 20:30 | VK Maritsa           | 1–3      | ŁKS Commercecon Łódź | 24–26 | 18–25 | 25–23 | 17–25 |       | 84–99  | Rapport |
| 4 Feb  | 18:00 | Vakifbank Istanbul   | 3–1      | VK Maritsa           | 25–11 | 25–20 | 25–27 | 25–14 |       | 100–72 | Rapport |
| 4 Feb  | 20:30 | ASPTT Mulhouse       | 1–3      | ŁKS Commercecon Łódź | 23–25 | 19–25 | 25–21 | 18–25 |       | 85–96  | Rapport |

### Grupp D
| # | Lag                       | Matcher | Matcher | Poäng | Set | Set | Set   | Bollpoäng | Bollpoäng | Bollpoäng |
| # | Lag                       | V       | F       | Poäng | V   | F   | Kvot  | V         | F         | Kvot      |
| - | ------------------------- | ------- | ------- | ----- | --- | --- | ----- | --------- | --------- | --------- |
| 1 | Eczacıbaşı VitrA Istanbul | 6       | 0       | 16    | 18  | 5   | 3,600 | 544       | 442       | 1,231     |
| 2 | Dinamo Moskva             | 3       | 3       | 9     | 12  | 11  | 1,091 | 484       | 505       | 0,958     |
| 3 | Allianz MTV Stuttgart     | 2       | 4       | 7     | 10  | 14  | 0,714 | 503       | 540       | 0,931     |
| 4 | Lokomotiv Kaliningrad     | 1       | 5       | 4     | 5   | 15  | 0,333 | 426       | 470       | 0,906     |

| Datum  | Tid   |                           | Resultat |                           | Set 1 | Set 2 | Set 3 | Set 4 | Set 5 | Totalt  | Rapport |
| ------ | ----- | ------------------------- | -------- | ------------------------- | ----- | ----- | ----- | ----- | ----- | ------- | ------- |
| 8 Dec  | 17:00 | Dinamo Moskva             | 3–2      | Lokomotiv Kaliningrad     | 25–23 | 13–25 | 27–29 | 25–23 | 17–15 | 107–115 | Rapport |
| 8 Dec  | 20:00 | Allianz MTV Stuttgart     | 2–3      | Eczacıbaşı VitrA Istanbul | 25–22 | 25–21 | 17–25 | 21–25 | 9–15  | 97–108  | Rapport |
| 9 Dec  | 17:30 | Dinamo Moskva             | 2–3      | Allianz MTV Stuttgart     | 27–29 | 25–13 | 25–22 | 14–25 | 11–15 | 102–104 | Rapport |
| 9 Dec  | 20:00 | Lokomotiv Kaliningrad     | 0–3      | Eczacıbaşı VitrA Istanbul | 17–25 | 22–25 | 22–25 |       |       | 61–75   | Rapport |
| 10 Dec | 17:30 | Lokomotiv Kaliningrad     | 3–0      | Allianz MTV Stuttgart     | 25–23 | 25–20 | 25–20 |       |       | 75–63   | Rapport |
| 10 Dec | 20:00 | Eczacıbaşı VitrA Istanbul | 3–0      | Dinamo Moskva             | 25–18 | 25–20 | 25–14 |       |       | 75–52   | Rapport |
| 2 Feb  | 16:00 | Allianz MTV Stuttgart     | 2–3      | Eczacıbaşı VitrA Istanbul | 32–30 | 23–25 | 25–22 | 14–25 | 9–15  | 103–117 | Rapport |
| 2 Feb  | 19:00 | Dinamo Moskva             | 3–0      | Lokomotiv Kaliningrad     | 25–20 | 25–13 | 25–23 |       |       | 75–56   | Rapport |
| 3 Feb  | 16:00 | Dinamo Moskva             | 3–0      | Allianz MTV Stuttgart     | 25–21 | 25–20 | 25–20 |       |       | 75–61   | Rapport |
| 3 Feb  | 19:00 | Lokomotiv Kaliningrad     | 0–3      | Eczacıbaşı VitrA Istanbul | 20–25 | 19–25 | 17–25 |       |       | 56–75   | Rapport |
| 4 Feb  | 16:00 | Eczacıbaşı VitrA Istanbul | 3–1      | Dinamo Moskva             | 25–16 | 19–25 | 25–14 | 25–18 |       | 94–73   | Rapport |
| 4 Feb  | 19:00 | Lokomotiv Kaliningrad     | 0–3      | Allianz MTV Stuttgart     | 23–25 | 19–25 | 21–25 |       |       | 63–75   | Rapport |

### Grupp E
| # | Lag                       | Matcher | Matcher | Poäng | Set | Set | Set   | Bollpoäng | Bollpoäng | Bollpoäng |
| # | Lag                       | V       | F       | Poäng | V   | F   | Kvot  | V         | F         | Kvot      |
| - | ------------------------- | ------- | ------- | ----- | --- | --- | ----- | --------- | --------- | --------- |
| 1 | Igor Gorgonzola Novara    | 6       | 0       | 17    | 18  | 5   | 3,600 | 557       | 463       | 1,203     |
| 2 | Grupa Azoty Chemik Police | 4       | 2       | 13    | 15  | 6   | 2,500 | 484       | 437       | 1,108     |
| 3 | Dinamo-Ak Bars            | 2       | 4       | 6     | 7   | 13  | 0,538 | 445       | 464       | 0,959     |
| 4 | VK UP Olomouc             | 0       | 6       | 0     | 2   | 18  | 0,111 | 374       | 496       | 0,754     |

| Datum  | Tid   |                           | Resultat |                           | Set 1 | Set 2 | Set 3 | Set 4 | Set 5 | Totalt  | Rapport |
| ------ | ----- | ------------------------- | -------- | ------------------------- | ----- | ----- | ----- | ----- | ----- | ------- | ------- |
| 24 Nov | 17:30 | Igor Gorgonzola Novara    | 3–0      | Dinamo-Ak Bars            | 25–19 | 25–22 | 25–13 |       |       | 75–54   | Report  |
| 24 Nov | 20:30 | VK UP Olomouc             | 0–3      | Grupa Azoty Chemik Police | 18–25 | 19–25 | 18–25 |       |       | 55–75   | Report  |
| 25 Nov | 17:30 | VK UP Olomouc             | 0–3      | Igor Gorgonzola Novara    | 17–25 | 25–27 | 20–25 |       |       | 62–77   | Report  |
| 25 Nov | 20:30 | Grupa Azoty Chemik Police | 3–0      | Dinamo-Ak Bars            | 25–21 | 25–22 | 25–18 |       |       | 75–61   | Report  |
| 26 Nov | 17:30 | Dinamo-Ak Bars            | 3–0      | VK UP Olomouc             | 25–18 | 25–17 | 25–20 |       |       | 75–55   | Report  |
| 26 Nov | 20:30 | Grupa Azoty Chemik Police | 2–3      | Igor Gorgonzola Novara    | 25–27 | 22–25 | 25–21 | 25–21 | 6–15  | 103–109 | Report  |
| 2 Feb  | 17:30 | Igor Gorgonzola Novara    | 3–1      | Dinamo-Ak Bars            | 30–28 | 22–25 | 25–22 | 25–20 |       | 102–95  | Report  |
| 2 Feb  | 20:30 | VK UP Olomouc             | 0–3      | Grupa Azoty Chemik Police | 12–25 | 23–25 | 17–25 |       |       | 52–75   | Report  |
| 3 Feb  | 17:30 | VK UP Olomouc             | 1–3      | Igor Gorgonzola Novara    | 15–25 | 25–22 | 8–25  | 23–25 |       | 71–97   | Report  |
| 3 Feb  | 20:30 | Grupa Azoty Chemik Police | 3–0      | Dinamo-Ak Bars            | 28–26 | 25–20 | 25–17 |       |       | 78–63   | Report  |
| 4 Feb  | 17:30 | Dinamo-Ak Bars            | 3–1      | VK UP Olomouc             | 25–18 | 22–25 | 25–21 | 25–15 |       | 97–79   | Report  |
| 4 Feb  | 20:30 | Grupa Azoty Chemik Police | 1–3      | Igor Gorgonzola Novara    | 19–25 | 25–22 | 18–25 | 16–25 |       | 78–97   | Report  |

### Ranking - Gruppettor
| # | Lag                       | Matcher | Matcher | Poäng | Set | Set | Set    | Bollpoäng | Bollpoäng | Bollpoäng |
| # | Lag                       | V       | F       | Poäng | V   | F   | Kvot   | V         | F         | Kvot      |
| - | ------------------------- | ------- | ------- | ----- | --- | --- | ------ | --------- | --------- | --------- |
| 1 | Imoco Volley Conegliano   | 6       | 0       | 18    | 18  | 1   | 18,000 | 473       | 337       | 1,404     |
| 2 | Vakifbank Istanbul        | 6       | 0       | 18    | 18  | 2   | 9,000  | 498       | 352       | 1,415     |
| 3 | Igor Gorgonzola Novara    | 6       | 0       | 17    | 18  | 5   | 3,600  | 557       | 463       | 1,203     |
| 4 | Eczacıbaşı VitrA Istanbul | 6       | 0       | 16    | 18  | 5   | 3,600  | 544       | 442       | 1,231     |
| 5 | Savino Del Bene Scandicci | 4       | 2       | 12    | 15  | 9   | 1,667  | 542       | 509       | 1,065     |

### Ranking - Grupptvåor
| # | Lag                       | Matcher | Matcher | Poäng | Set | Set | Set   | Bollpoäng | Bollpoäng | Bollpoäng |
| # | Lag                       | V       | F       | Poäng | V   | F   | Kvot  | V         | F         | Kvot      |
| - | ------------------------- | ------- | ------- | ----- | --- | --- | ----- | --------- | --------- | --------- |
| 1 | Grupa Azoty Chemik Police | 4       | 2       | 13    | 15  | 6   | 2,500 | 484       | 437       | 1,108     |
| 2 | Fenerbahçe Opet Istanbul  | 4       | 2       | 12    | 13  | 7   | 1,857 | 455       | 412       | 1,104     |
| 3 | Unet E-Work Busto Arsizio | 4       | 2       | 11    | 14  | 10  | 1,400 | 523       | 479       | 1,092     |
| 4 | Dinamo Moskva             | 3       | 3       | 9     | 12  | 11  | 1,091 | 484       | 505       | 0,958     |
| 5 | ASPTT Mulhouse            | 2       | 4       | 6     | 7   | 13  | 0,538 | 418       | 462       | 0,905     |

## Slutspel
- Lottning hölls 12 februari 2021 i Luxembourg City.[10][11]

| # | Cup 1                     | Cup 2                     |
| - | ------------------------- | ------------------------- |
| 1 | Imoco Volley Conegliano   | Savino Del Bene Scandicci |
| 2 | Vakıfbank Istanbul        | Grupa Azoty Chemik Police |
| 3 | Igor Gorgonzola Novara    | Fenerbahçe Opet Istanbul  |
| 4 | Eczacıbaşı VitrA Istanbul | Unet E-Work Busto Arsizio |

### Spelschema
|  | Kvartsfinaler | Kvartsfinaler             | Kvartsfinaler | Kvartsfinaler             |   |    | Semifinaler             | Semifinaler | Semifinaler | Semifinaler |  |  | Final | Final | Final |  |
|  |               |                           |               |                           |   |    |                         |             |             |             |  |  |       |       |       |  |
|  |               |                           |               |                           |   |    |                         |             |             |             |  |  |       |       |       |  |
|  | 1E            | Igor Gorgonzola Novara    | 3             | 3                         |   |    |                         |             |             |             |  |  |       |       |       |  |
|  | 1E            | Igor Gorgonzola Novara    | 3             | 3                         |   |    |                         |             |             |             |  |  |       |       |       |  |
|  | 2B            | Fenerbahçe Opet Istanbul  | 1             | 1                         |   |    |                         |             |             |             |  |  |       |       |       |  |
|  | 2B            | Fenerbahçe Opet Istanbul  | 1             | 1                         |   | 1E | Igor Gorgonzola Novara  | 0           | 0           |             |  |  |       |       |       |  |
|  |               |                           |               |                           |   | 1E | Igor Gorgonzola Novara  | 0           | 0           |             |  |  |       |       |       |  |
|  |               |                           | 1B            | Imoco Volley Conegliano   | 3 | 3  |                         |             |             |             |  |  |       |       |       |  |
|  | 1B            | Imoco Volley Conegliano   | 1B            | Imoco Volley Conegliano   | 3 | 3  | 3                       | 3           |             |             |  |  |       |       |       |  |
|  | 1B            | Imoco Volley Conegliano   |               |                           |   |    |                         |             |             |             |  |  |       |       |       |  |
|  | 1A            | Savino Del Bene Scandicci | 2             | 0                         |   |    |                         |             |             |             |  |  |       |       |       |  |
|  | 1A            | Savino Del Bene Scandicci | 2             | 0                         |   | 1B | Imoco Volley Conegliano | 3           |             |             |  |  |       |       |       |  |
|  |               |                           |               |                           |   |    |                         |             |             |             |  |  |       |       |       |  |
|  |               |                           | 1C            | VakıfBank Istanbul        | 2 |    |                         |             |             |             |  |  |       |       |       |  |
|  | 1C            | VakıfBank Istanbul        | 1C            | VakıfBank Istanbul        | 2 | 3  | 3                       |             |             |             |  |  |       |       |       |  |
|  | 1C            | VakıfBank Istanbul        |               |                           |   |    |                         |             |             |             |  |  |       |       |       |  |
|  | 2E            | Grupa Azoty Chemik Police | 0             | 0                         |   |    |                         |             |             |             |  |  |       |       |       |  |
|  | 2E            | Grupa Azoty Chemik Police | 0             | 0                         |   | 1C | VakıfBank Istanbul      | 2           | 3           |             |  |  |       |       |       |  |
|  |               |                           |               |                           |   | 1C | VakıfBank Istanbul      | 2           | 3           |             |  |  |       |       |       |  |
|  |               |                           | 2A            | Unet E-Work Busto Arsizio | 3 | 0  |                         |             |             |             |  |  |       |       |       |  |
|  | 1D            | Eczacıbaşı VitrA Istanbul | 2A            | Unet E-Work Busto Arsizio | 3 | 0  | 1                       | 1           |             |             |  |  |       |       |       |  |
|  | 1D            | Eczacıbaşı VitrA Istanbul |               |                           |   |    |                         |             |             |             |  |  |       |       |       |  |
|  | 2A            | Unet E-Work Busto Arsizio | 3             | 3                         |   |    |                         |             |             |             |  |  |       |       |       |  |
|  | 2A            | Unet E-Work Busto Arsizio | 3             | 3                         |   |    |                         |             |             |             |  |  |       |       |       |  |
|  |               |                           |               |                           |   |    |                         |             |             |             |  |  |       |       |       |  |

- Alla tider är lokala.

### Kvarterfinaler
| Lag 1                     | Totalt | Lag 2                     | Match 1 | Match 2 |
| ------------------------- | ------ | ------------------------- | ------- | ------- |
| Fenerbahçe Opet Istanbul  | 0–6    | Igor Gorgonzola Novara    | 1–3     | 1–3     |
| Savino Del Bene Scandicci | 1–5    | Imoco Volley Conegliano   | 2–3     | 0–3     |
| Grupa Azoty Chemik Police | 0–6    | Vakıfbank Istanbul        | 0–3     | 0-3     |
| Unet E-Work Busto Arsizio | 6–0    | Eczacıbaşı VitrA Istanbul | 3-1     | 3–1     |

#### Match 1
| Datum  | Tid   |                           | Resultat |                           | Set 1 | Set 2 | Set 3 | Set 4 | Set 5 | Totalt  | Rapport |
| ------ | ----- | ------------------------- | -------- | ------------------------- | ----- | ----- | ----- | ----- | ----- | ------- | ------- |
| 23 Feb | 17:00 | Fenerbahçe Opet Istanbul  | 1–3      | Igor Gorgonzola Novara    | 25–19 | 12–25 | 19–25 | 25–27 |       | 81–96   | Rapport |
| 24 Feb | 17:30 | Savino Del Bene Scandicci | 2–3      | Imoco Volley Conegliano   | 25–17 | 27–29 | 30–28 | 23–25 | 15–17 | 120–116 | Rapport |
| 25 Feb | 18:00 | Grupa Azoty Chemik Police | 0–3      | VakıfBank Istanbul        | 9–25  | 15–25 | 20–25 |       |       | 44–75   | Rapport |
| 25 Feb | 18:00 | Unet E-Work Busto Arsizio | 3–1      | Eczacıbaşı VitrA Istanbul | 25–19 | 15–25 | 25–17 | 28–26 |       | 93–87   | Rapport |

#### Match 2
| Datum | Tid   |                           | Resultat |                           | Set 1 | Set 2 | Set 3 | Set 4 | Set 5 | Totalt | Rapport |
| ----- | ----- | ------------------------- | -------- | ------------------------- | ----- | ----- | ----- | ----- | ----- | ------ | ------- |
| 3 Mar | 19:00 | Igor Gorgonzola Novara    | 3–1      | Fenerbahçe Opet Istanbul  | 25–16 | 25–18 | 16–25 | 25–11 |       | 91–70  | Rapport |
| 3 Mar | 20:30 | Imoco Volley Conegliano   | 3–0      | Savino Del Bene Scandicci | 25–20 | 25–17 | 25–20 |       |       | 75–57  | Rapport |
| 4 Mar | 17:00 | VakıfBank Istanbul        | 3–0      | Grupa Azoty Chemik Police | 25–21 | 25–13 | 25–13 |       |       | 75–47  | Rapport |
| 4 Mar | 19:30 | Eczacıbaşı VitrA Istanbul | 1–3      | Unet E-Work Busto Arsizio | 23–25 | 22–25 | 25–22 | 26–28 |       | 96–100 | Rapport |

### Semifinaler
| Lag 1                  | Totalt | Lag 2                     | Match 1 | Match 2 |
| ---------------------- | ------ | ------------------------- | ------- | ------- |
| Igor Gorgonzola Novara | 0–6    | Imoco Volley Conegliano   | 0–3     | 0–3     |
| Vakıfbank Istanbul     | 4–2    | Unet E-Work Busto Arsizio | 2–3     | 3–0     |

#### Match 1
| Datum  | Tid   |                        | Resultat |                           | Set 1 | Set 2 | Set 3 | Set 4 | Set 5 | Totalt | Rapport |
| ------ | ----- | ---------------------- | -------- | ------------------------- | ----- | ----- | ----- | ----- | ----- | ------ | ------- |
| 17 Mar | 21:00 | Igor Gorgonzola Novara | 0–3      | Imoco Volley Conegliano   | 21–25 | 18–25 | 17–25 |       |       | 56–75  | Rapport |
| 17 Mar | 20:00 | VakıfBank Istanbul     | 2–3      | Unet E-Work Busto Arsizio | 25–20 | 25–17 | 21–25 | 13–25 | 13–15 | 97–102 | Rapport |

#### Match 2
| Datum  | Tid   |                           | Resultat |                        | Set 1 | Set 2 | Set 3 | Set 4 | Set 5 | Totalt | Rapport |
| ------ | ----- | ------------------------- | -------- | ---------------------- | ----- | ----- | ----- | ----- | ----- | ------ | ------- |
| 23 Mar | 20:30 | Imoco Volley Conegliano   | 3–0      | Igor Gorgonzola Novara | 25–15 | 25–23 | 25–20 |       |       | 75–58  | Rapport |
| 24 Mar | 18:00 | Unet E-Work Busto Arsizio | 0–3      | VakıfBank Istanbul     | 13–25 | 15–25 | 15–25 |       |       | 43–75  | Rapport |

### Final
| Datum | Tid   |                         | Resultat |                    | Set 1 | Set 2 | Set 3 | Set 4 | Set 5 | Totalt  | Rapport |
| ----- | ----- | ----------------------- | -------- | ------------------ | ----- | ----- | ----- | ----- | ----- | ------- | ------- |
| 1 May | 17:00 | Imoco Volley Conegliano | 3–2      | VakıfBank Istanbul | 22–25 | 25–22 | 23–25 | 25–23 | 15–12 | 110–107 | Rapport |

## Statistik
| Individuella poäng | Individuella poäng | Individuella poäng | Individuella poäng |
| Pos.               | Namn               | Poäng              | Lag                |
| ------------------ | ------------------ | ------------------ | ------------------ |
| 1                  | Isabelle Haak      | 236                | VakıfBank          |
| 2                  | Paola Egonu        | 215                | Imoco              |
| 3                  | Magdalena Stysiak  | 209                | Savino Del Bene    |
| 4                  | Tijana Bošković    | 179                | Eczacıbaşı         |
| 5                  | Camilla Mingardi   | 173                | UYBA               |
| 6                  | Alexa Gray         | 158                | UYBA               |
| 7                  | Krystal Rivers     | 132                | MTV Stuttgart      |
| 8                  | Caterina Bosetti   | 127                | AGIL               |
| 9                  | Melissa Vargas     | 125                | Fenerbahçe         |
| 10                 | Malwina Smarzek    | 120                | AGIL               |

| Vunna attacker | Vunna attacker    | Vunna attacker | Vunna attacker  |
| Pos.           | Namn              | Poäng          | Lag             |
| -------------- | ----------------- | -------------- | --------------- |
| 1              | Isabelle Haak     | 195            | VakıfBank       |
| 2              | Paola Egonu       | 178            | Imoco           |
| 3              | Magdalena Stysiak | 173            | Savino Del Bene |
| 4              | Tijana Bošković   | 157            | Eczacıbaşı      |
| 5              | Camilla Mingardi  | 146            | UYBA            |
| 6              | Alexa Gray        | 138            | UYBA            |
| 7              | Krystal Rivers    | 123            | MTV Stuttgart   |
| 8              | Melissa Vargas    | 116            | Fenerbahçe      |
| 9              | Caterina Bosetti  | 109            | AGIL            |
| 10             | Jovana Brakočević | 98             | Chemik Police   |
| 10             | Malwina Smarzek   | 98             | AGIL            |

| Vunna block | Vunna block          | Vunna block | Vunna block     |
| Pos.        | Namn                 | Poäng       | Lag             |
| ----------- | -------------------- | ----------- | --------------- |
| 1           | Chiaka Ogbogu        | 31          | Eczacıbaşı      |
| 2           | Beyza Arıcı          | 27          | Eczacıbaşı      |
| 3           | Milena Rašić         | 25          | VakıfBank       |
| 4           | Isabelle Haak        | 24          | VakıfBank       |
| 4           | Marina Lubian        | 24          | Savino Del Bene |
| 4           | Mina Popović         | 24          | Savino Del Bene |
| 7           | Agnieszka Kąkolewska | 21          | Chemik Police   |
| 8           | Megan Courtney       | 20          | Savino Del Bene |
| 8           | Robin de Kruijf      | 20          | Imoco           |
| 10          | Cristina Chirichella | 19          | AGIL            |
| 10          | Ekaterina Belova     | 19          | Dinamo Moskva   |
| 10          | Nađa Ninković        | 19          | ŁKS             |

| Vunna servepoäng | Vunna servepoäng  | Vunna servepoäng | Vunna servepoäng |
| Pos.             | Namn              | Poäng            | Lag              |
| ---------------- | ----------------- | ---------------- | ---------------- |
| 1                | Magdalena Stysiak | 21               | Savino Del Bene  |
| 2                | Paola Egonu       | 20               | Imoco            |
| 3                | Isabelle Haak     | 17               | VakıfBank        |
| 3                | Micha Hancock     | 17               | AGIL             |
| 5                | Jovana Stevanović | 15               | UYBA             |
| 6                | Britt Herbots     | 14               | AGIL             |
| 7                | Katarina Lazović  | 13               | ŁKS              |
| 8                | Jordan Thompson   | 12               | Eczacıbaşı       |
| 9                | Lucie Nová        | 11               | Olomouc          |
| 10               | Yaremis Mendaro   | 10               | Nantes           |
| 10               | Camilla Mingardi  | 10               | UYBA             |